# Velké Poříčí
Velké Poříčí là một chợ huyện thuộc huyện Náchod, vùng Královéhradecký, Cộng hòa Séc.